# Scolecoseps acontias
Espèce
Synonymes
- Melanoseps acontias Werner, 1913

Statut de conservation UICN

 DD  : Données insuffisantes
Scolecoseps acontias est une espèce de sauriens de la famille des Scincidae.

## Répartition

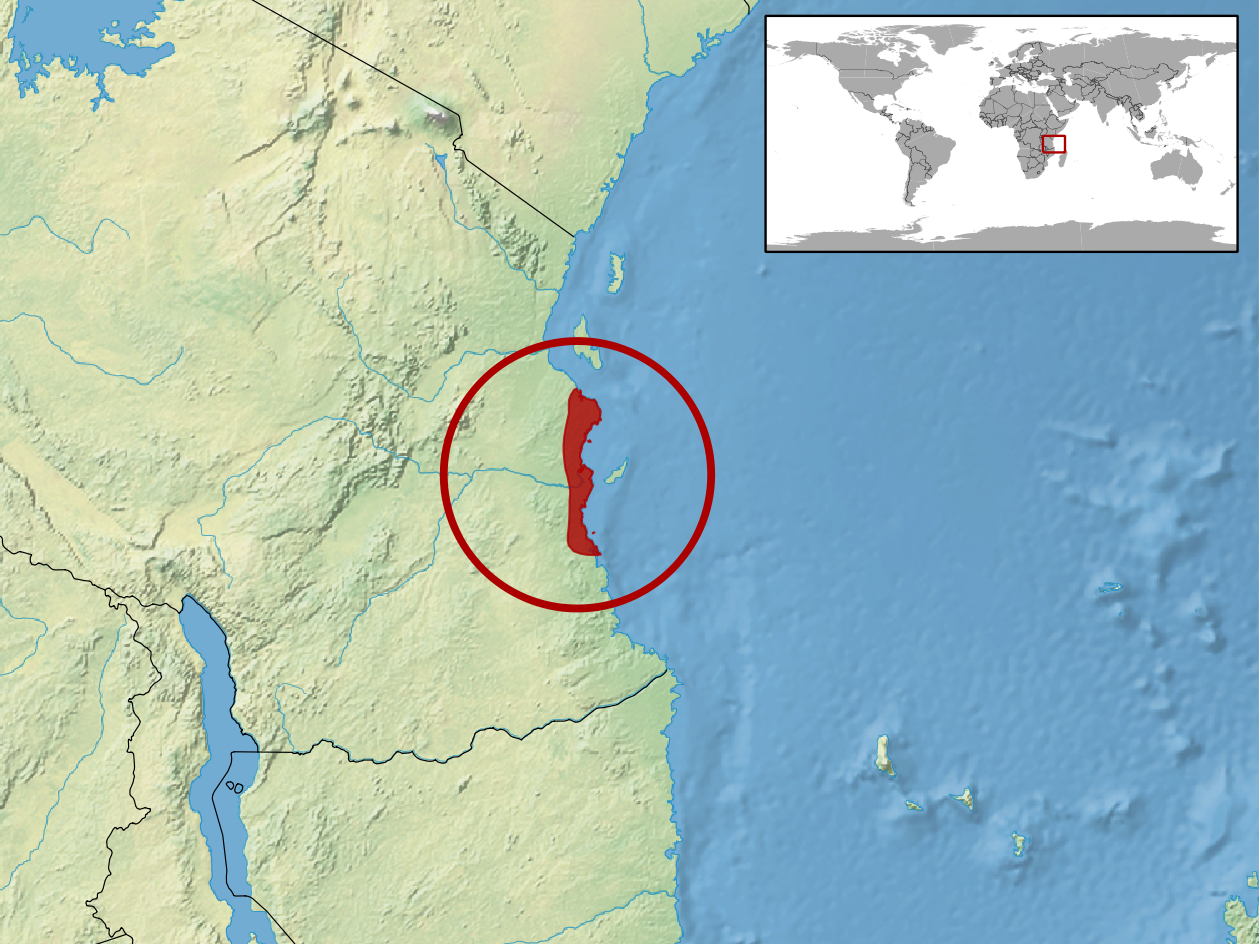
Répartition de l'espèce.

Cette espèce est endémique de l'Est de la Tanzanie.

## Description
C'est un saurien vivipare.

## Publication originale
- Werner, 1913 : Neue oder seltene Reptilien und Frösche des Naturhistorischen Museums in Hamburg. Mitteilungen aus dem Hamburgischen Zoologischen Museum und Institut, vol. 30, p. 1-51 (texte intégral).